# Коритна (Семељци)
Коритна је насељено место у саставу општине Семељци у Осјечко-барањској жупанији, Република Хрватска.

## Историја
До територијалне реорганизације у Хрватској налазила се у саставу старе општине Ђаково.

## Становништво
На попису становништва 2011. године, Коритна је имала 910 становника.

## Попис1991.
На попису становништва 1991. године, насељено место Коритна је имало 1.045 становника, следећег националног састава:
| Попис 1991.‍   | Попис 1991.‍  | Попис 1991.‍ | Попис 1991.‍ | Попис 1991.‍ |
| ------------- | ------------ | ----------- | ----------- | ----------- |
|               |              |             |             |             |
| Хрвати        | Хрвати       |             | 1.026       | 98,18%      |
| Мађари        | Мађари       |             | 8           | 0,76%       |
| Срби          | Срби         |             | 5           | 0,47%       |
| Италијани     | Италијани    |             | 1           | 0,09%       |
| Румуни        | Румуни       |             | 1           | 0,09%       |
| неопредељени  | неопредељени |             | 3           | 0,28%       |
| непознато     | непознато    |             | 1           | 0,09%       |
| укупно: 1.045 |              |             |             |             |